# Cuttura
Cuttura korábbi község (település) Franciaországban, Jura megyében. 2017. január 1-jén Saint-Lupicin községgel egyesült és Coteaux du Lizon új község része lett. 
Lakosainak száma 327 fő (2018. január 1.). Cuttura Leschères, Avignon-lès-Saint-Claude, Ponthoux, Ravilloles, Saint-Claude, Saint-Lupicin és Lavans-lès-Saint-Claude községekkel határos.

## Népesség
A település népességének változása:
| Lakosok száma | 170  | 159  | 178  | 242  | 345  | 336  | 329  | 326  | 324  | 327  |
|               | 1968 | 1975 | 1982 | 1990 | 1999 | 2011 | 2013 | 2015 | 2017 | 2018 |